# Lisa Daniels
Pour les articles homonymes, voir Daniels.
Elizabeth Morgan, née le 31 décembre 1930 à Birmingham (Angleterre) et morte le 12 février 2010 à Los Angeles (Californie), est une actrice anglaise, connue sous le second nom de scène de Lisa Daniels (premier nom de scène : Lisbeth Kearns).

## Biographie
Elizabeth Morgan débute au théâtre à Londres sous le premier nom de scène de Lisbeth Kearns, jouant notamment dans la comédie musicale de Noël Coward Ace of Clubs (1950, avec Jean Carson et Jack Lambert) et la pièce Monsieur Callaghan de Peter Cheyney (1952, avec Derrick De Marney, John Longden).
Puis, installée aux États-Unis où elle adopte le second nom de scène de Lisa Daniels, elle apparaît au cinéma dans neuf films américains, depuis L'Étrange Mr. Slade de Hugo Fregonese (1953, avec Jack Palance et Constance Smith) jusqu'à Le Pirate des Caraïbes de James Goldstone (1976, avec Robert Shaw et Geneviève Bujold). Entretemps, citons La Sirène de Bâton Rouge d'Henry Levin (1954, avec Dale Robertson et Debra Paget) et La Pantoufle de verre de Charles Walters (1955, avec Leslie Caron et Michael Wilding).
Elle joue à Broadway dans la pièce de Dylan Thomas Under Milk Wood (1957, avec Francis Compton et Donald Moffat).
À la télévision américaine, outre trois téléfilms (1970-1976), elle contribue à quinze séries entre 1954 et 1958, dont Histoires du siècle dernier (un épisode, 1955) et Climax! (un épisode, 1957).
Retirée des écrans en 1976, Lisa Daniels meurt en 2010, à 79 ans.

## Théâtre

### Londres (sélection)
- 1950 : Ace of Clubs (en), comédie musicale, musique, lyrics et livret de Noël Coward : June April
- 1952 : Monsieur Callaghan (Meet Mr. Callaghan) de Peter Cheyney : Effie Perkins

### Broadway (intégrale)
- 1957 : Under Milk Wood de Dylan Thomas : Gossamer Benyon

## Filmographie

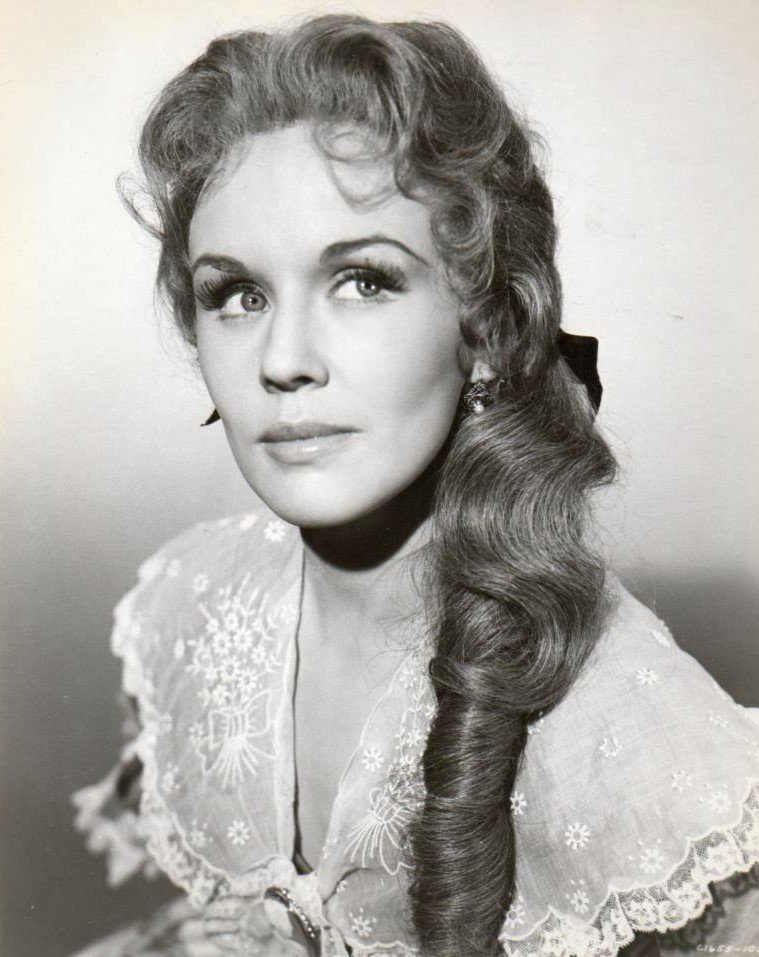
Dans La Pantoufle de verre (1955, photo promotionnelle)

### Cinéma (intégrale)
- 1953 : L'Étrange Mr. Slade ou Le Tueur de Londres (Man in the Attic) de Hugo Fregonese : Mary Lenihan
- 1954 : La Princesse du Nil (Princess of the Nile) d'Harmon Jones : une servante
- 1954 : La Sirène de Bâton Rouge (The Gambler from Natchez) d'Henry Levin : Yvette Rivage
- 1955 : La Pantoufle de verre (The Glass Slipper) de Charles Walters : Serafina
- 1955 : Le Seigneur de l'aventure (The Virgin Queen) d'Henry Koster : Mary
- 1961 : Les 101 Dalmatiens (One Hundred and One Dalmatians) de Clyde Geronimi, Wolfgang Reitherman et Hamilton Luske (film d'animation) : voix additionnelle
- 1968 : Le Plongeon (The Swimmer) de Frank Perry : la mère de famille à la piscine des Biswanger
- 1971 : Le Mystère Andromède (The Andromeda Strain) de Robert Wise : une femme
- 1976 : Le Pirate des Caraïbes (Swashbucker) de James Goldstone : l'amie d'un pirate

### Télévision (sélection)

#### Séries
- 1954 : Topper, saison 2, épisode 7 Topper Goes to Washington de Leslie Goodwins : Marlene
- 1955 : Histoires du siècle dernier (Stories of the Century), saison 2, épisode 7 Nate Champion de Franklin Adreon : Joan Jamison
- 1957 : Climax!, saison 3, épisode 15 The Trouble at No. 5 de Buzz Kulik : Celia Martin

#### Téléfilms
- 1975 : Racolage (Hustling) de Joseph Sargent : une invitée de la fête
- 1976 : Carambolages (Wash-Up) de John Llewellyn Moxey : une doctoresse